# Andrea (Živí mrtví)
Andrea je fiktivní postava z komiksové série Živí mrtví a je ztvárněna herečkou Laurie Holdenovou ve stejnojmenném americkém televizním seriálu.

## V komiksu
V komiksu je Andrea jedna z přeživších ze skupiny v Atlantě. Je zdatná a zručná a dokáže se ubránit jak před chodci, tak před nebezpečnými lidmi.
Před apokalypsou vystudovala vysokou školu a pracovala jako úřednice v advokátní kanceláři. Také měla sestru, Amy, která je o dva roky mladší. Krátce před tím, než nastala apokalypsa, jela se svou sestrou autem do její školy. Během cesty se ale auto porouchalo a ony musely vystoupit a pokusit se ho opravit. Okolo jel Dale, který je o apokalypse informoval a vzal je k sobě do skupiny. S ním jely do Atlanty ve státě Georgie ale když se do města dostaly, bylo obklopeno zombie. Zůstali tedy pár kilometrů od města a později se k nim přidali i další přeživší. První z nich byl muž jménem Allen se svou ženou Donnou a dvojčaty Billym a Benem. Poté přišli i Glenn, Jim, Carol Peletierová, Sofie Peletierová, Shane, Lori Grimesová, Carl Grimes a později i Rick Grimes. Po Shaneově smrti skupina tento kemp opustila. Po cestě se setkali s Tyreesem, jeho dcerou Julií a jejím přítelem Chrisem. Našli i pěkné městečko Wiltshire Estates, ve kterém se po vyčištěním od zombie krátce usadili. Andrea se začala čím dál více sbližovat s o mnoho starším Dalem a tento vztah začal být po první noci v tomto městečku i fyzický. Nicméně se z toho vyklubala opravdová láska a jejich vztah se prohloubil. Po Donnině smrti musela skupina městečko opustit ze strachu z nebezpečí. Při cestování narazili na Hershelovu farmu, tentokrát Andrea začala vyznávat své city Allenovi, byla ale odmítnuta. Když je Hershel ze své farmy donutil odejít, skupina našla k usazení vězení. Andrea, Rick a Tyreese vězení vyčistili od zombie. Problémy se začaly objevovat v té chvíli, kdy Dexter, jeden z vězňů, údajně zavraždil Hershelovy dcery Susie a Rachel. Nakonec se ale ukázalo, že je nevinný. Andrea byla následně napadena Thomasem, skutečným pachatelem, který se jí pokusil useknout hlavu, když prala prádlo. Z jeho spárů se jí podařilo utéci, ale i přesto jí usekl nožem kousek jejího ušního lalůčku. Andrea utekla do areálu vězení a pronásledována Thomasem utekla k Rickovi, který ho zabil. Andrea byla důležitým účastníkem při válce proti Woodbury. Andrea je jedna z mála přeživších zombie apokalypsy, kteří žijí až do zatím posledního vydání komiksu.

### Zabití lidé
Seznam lidí, které Andrea zabila:
- Amy (před přeměnou v zombie)
- Bruce Cooper
- Sam
- Gabe
- Chris
- Theresa
- Albert
- David
- Greg
- Charlie
- Derek

### Vztahy

#### Rick Grimes
Andrea a Rick Grimes byli členy skupiny již od jejího vzniku a společně vždy zajišťovali její bezpečí. Během té doby se mezi nimi utvořilo silné přátelství. Často si navzájem svěřovali obavy o své milované a o jejich budoucnost. V 90. vydání v jejich vztahu nastane fyzický obrat, který skončí polibkem. V následujícím vydání však Rick Andreu odmítá se slovy, že se musí starat o další osobu, kterou miluje, svého syna. Jeho odmítnutí Andreu rozhořčí. Když má fiktivní rozhovor s již zesnulým Dalem tak přiznává, že ji Rick přitahoval již dlouhou dobu před polibkem zejména svými vůdčími schopnostmi a hrdinstvím. V 96. vydání začne Rick Andreu objímat a líbat a přiznává, že pro ni také chová city. Andrea mu poté řekne, že i přesto, že jim každý den hrozí smrt, si zaslouží být šťastní. Z těchto dvou se tedy oficiálně stal pár. V 98. vydání Carl omylem nalezne nahou Andreu s Rickem v posteli a předpokládá, že měli vášnivou noc plnou sexu. V následujícím vydání Andrea Rickovi nabídla, že by se k němu a ke Carlovi trvale nastěhovala - tento nápad se Rickovi zalíbí.

#### Carl Grimes
V kempu v Atlantě se Andrea o Carla i ostatní děti starala. S Carlem mají dobrý vztah. Carl se v Alexandrii Rickovi přizná, že chce, aby s nimi Andrea bydlela. Nicméně se Andrea doví, že Carl zavraždil Bena.

#### Amy
Amy byla o dva roky mladší sestra Andrey a když se proměnila v zombie, sama Andrea ji zastřelila.

#### Dale
Dale byl první Andreina láska během apokalypsy. Po smrti Amy trávili čas jen spolu, až do Daleovi smrti v 66. vydání.

#### Ben a Billy
Andrea a Dale tyto chlapecká dvojčata adoptovali po smrti jejich rodičů. Andrea s nimi moc viděna nebyla, ale přesto je měla ráda.

## V seriálu
Andrea a její sestra Amy (Emma Bellová) byly jedny z prvních členek skupiny přeživších v Atlantě.
Andrea je o 12 let starší než její sestra. Poprvé se objevila v druhé epizodě, kde se společně s dalšími vydala pro zásoby do Atlanty. Obchod ale začal být obklopován chodci, následně byli zachráněni Glennem (Steven Yeun) a nováčkem Rickem Grimesem (Andrew Lincoln) . Vrátí se tedy i s ním zpátky do kempu. Když na něj ale zaútočí chodci, je její sestra Amy pokousána. Když se promění, sama Andrea ji zastřelí. Skupina najde krátkodobé útočiště v centru pro kontrolu nemocí, které je nastaveno k výbuchu. Zdepresovaná Andrea se rozhodne zůstat a zemřít. Dale (Jeffrey DeMunn) se jí pokouší přesvědčit, aby odešla a říká, že pokud odmítne, zůstane s ní. Andrea nechce nést vinu za jeho smrt a proto změní svůj názor a oba nakonec z centra odejdou.
Je na Dalea za jeho vydírání ohledně její smrti naštvaná. Když Shane (Jon Bernthal) přijde s nápadem, že pouze ti, kteří se zbraněmi umí zacházet by je měli používat, Dale souhlasí a zabaví Andreinu zbraň. Později přichází k Shaneovi a žádá ho, aby s ní opustil skupinu. Krátce na to ji Dale zbraň vrací. Skupina se následně usazuje na farmě. Během hlídky Andrea nechtěně střelí člena skupiny Daryla (Norman Reedus) v domněnce, že je to chodec. On jí odpouští a Shane jí začíná pomáhat ve vylepšovaní jejích střeleckých zkušeností. V cestě v autě do města pro zásoby má se Shanem sexuální styk. Dale začíná vyjadřovat svou nedůvěru k Shaneovi a trvá na tom, že Andrea pro skupinu udělala více, než její vůdce Rick. Lori (Sarah Wayne Calliesová), Rickova manželka, děkuje Andree za to, co pro skupinu udělala ale myslí si, že by měla začít s pomáháním v domácnosti místo hlídek. Další konflikt vzniká, když Andrea nechává Beth Greeneovou (Emily Kinneyová), dceru farmáře, aby když chce, spáchala sebevraždu. Beth si začíná řezat zápěstí. Nakonec se rozhodne žít a Andrea je z toho šťastná ale má zakázáno od Maggie (Lauren Cohanová), její sestry, se přibližovat ke statku. Když je Dale pokousán chodcem, Andrea začíná brečet. Ve finále druhé sezóny je farma obklopena chodci a všichni se snaží uniknout, Andrea je ale nestíhá a všichni si myslí, že je mrtvá. Až do rána běží lesem, je ale napadena chodci. Když už má namále k tomu, aby ji jeden z chodců pokousal, je zachráněna Michonne.
Šest až sedm měsíců poté si Andrea a Michonne vybudovaly přátelství a během zimní sezóny se navzájem chránily. Andree se začíná vyvíjet nemoc (pravděpodobně závažná chřipka) a ona věří, že umírá. Žádá proto Michonne, aby ji nechala v lese a šla sama pryč, ta ale odmítá. Následně jsou obě odvedeny do městečka Woodbury a zatímco Michonne městečko kvůli nedůvěře opouští, Andrea začíná mít romantický vztah s Guvernérem, vybudovatelem města.